# 연산동 (부산)
연산동(蓮山洞)은 대한민국 부산광역시 연제구의 법정동이다. 행정동으로 연산1·2·3·4·5·6·8·9동으로 나뉜다.

## 시설
- 부산광역시청
- 부산지방경찰청
- 부산지방국세청

## 교육
- 부산경상대학교

## 편의 시설

### 예식장
- 연제더아트홀

### 주거
| 단지명                 | 시행사                | 건설사                           | 주소                  | 입주        | 비고             |
| ---------------------- | --------------------- | -------------------------------- | --------------------- | ----------- | ---------------- |
| 연산 엘지              | ㈜엘지건설            | ㈜엘지건설                       | 연제구 고분로 200     | 1999년 3월  |                  |
| 센텀 푸르지오          | 대우건설              | ㈜한대                           | 연제구 고분로 280     | 2007년 7월  |                  |
| 센텀 수영강 푸르지오   | 대우건설              | ㈜한대                           | 연제구 고분로 270     |             |                  |
| 센텀파크 SK VIEW       | ㈜에스케이에코플랜트  | ㈜한대                           | 연제구 좌수영로 225   | 2017년 2월  |                  |
| 연산 더샵 파크시티     | 포스코건설            | 포스코건설                       | 연제구 안연로 33      | 2015년 6월  |                  |
| 연산 더샵              | 포스코건설            | 연산2구역 주택재개발정비사업조합 | 연제구 연수로 130     | 2019년 3월  | 연산2구역 재개발 |
| 시청역 해모로 센티아   | 한진중공업㈜ 건설부문 | 연산5구역 주택재개발정비사업조합 |                       |             | 연산5구역 재개발 |
| 브라운스톤 연제        | 이수건설              | 연산4구역 주택재개발정비사업조합 | 연제구 연제로8번길 29 | 2016년 12월 | 연산4구역 재개발 |
| 연제 롯데캐슬 데시앙   | 롯데건설 태영건설     | 연산4구역 주택재건축정비사업조합 | 연제구 월드컵대로 55  | 2018년 10월 | 연산4구역 재건축 |
| 연산 롯데캐슬 골드포레 | 롯데건설              | 연산6구역 주택재개발정비사업조합 | 연제구 황령산로 615   | 2020년 7월  | 연산6구역 재개발 |
| 연산동 현대홈타운      | 현대건설              | ㈜국도이앤씨                     | 연제구 마곡천로 54    | 2005년 10월 |                  |
| 연제 힐스테이트        | 현대건설              |                                  | 연제구 연제로 21      | 2008년 6월  |                  |
| 힐스테이트 연산 1단지  | 현대건설              | 연산3구역 재개발정비사업조합     | 연제구 봉수로 2       | 2021년 11월 | 연산3구역 재개발 |
| 힐스테이트 연산 2단지  | 현대건설              | 연산3구역 재개발정비사업조합     | 연제구 봉수로 25      | 2021년 11월 | 연산3구역 재개발 |
| 연산동 한일유앤아이    | 한일건설㈜            | 한일아파트 재건축조합            | 연제구 묘봉산로 4     | 2006년 4월  | 연산한일 재건축  |